# Giovanni Dioguardi
Giovanni Dioguardi, oder auch nur „Johnny Dio“ genannt (* 29. April 1914 in New York City; † 12. Januar 1979 in Lewisburg, Pennsylvania), war ein Angehöriger der US-amerikanischen La Cosa Nostra und gehörte zu einer Gruppierung, die von den Behörden als Lucchese-Familie klassifiziert wurde und zu den Fünf Familien von New York gehört.

## Leben

### Karriere
Der unter dem Namen Giovanni Ignazio Dioguardio in der Lower East Side von New York in eine Familie mit zwei weiteren Brüdern hineingeborene Dio wurde im Alter von 15 Jahren von einem Onkel mit der organisierten Kriminalität vertraut gemacht.
Sein ebenfalls zur Cosa Nostra gehörender Vater Giovanni B. Dioguardi wurde 1930 von einer rivalisierenden Bande ermordet. Dio und seine Brüder waren an der Unterwanderung der Gewerkschaften („labor racketeering“) beteiligt und zählten zunächst zu Lucky Lucianos angeheuerten Gewerkschaftsschlägern.
Dieser machte Dio mit Louis Buchalter bekannt, der ihn in seine von der Presse später als Murder, Inc. bezeichnete kriminelle Vereinigung aufnahm. Dio soll bei diversen Tötungen beteiligt gewesen sein, wurde wegen Mordes jedoch nie rechtskräftig verurteilt. Erst 1937 wurde er wegen Erpressung und seiner Rolle in der Unterwanderung der Gewerkschaften zu drei Jahren Haft verurteilt, die er im Gefängnis Sing Sing verbüßte.
Nach seiner Haftentlassung setzte Dio seine kriminellen Aktivitäten fort. So war er mitverantwortlich für den Säureangriff auf den Journalisten Victor Riesel und dessen Erblindung.

### Haft und Tod
Dio verbrachte seine letzten Jahre fast ununterbrochen im Gefängnis. Man verurteilte ihn wegen Steuerhinterziehung und anderer Vergehen in regelmäßigen Abständen zu Haftstrafen, sodass er 1979 in Haft verstarb.

## In der Kultur
- Frank Pellegrino stellte Johnny Dio im Spielfilm Goodfellas dar.
- Dio wurde 1994 im Fernsehfilm Allein gegen die Unterwelt von Rino Romano dargestellt.[1]
- Johnny Dio soll Vorbild für die Figur „Johnny Friendly“ (gespielt von Lee J. Cobb) im Filmklassiker Die Faust im Nacken gewesen sein.[2]
- Der Heavy-Metal-Sänger Ronnie James Dio benannte sich, nach eigenen Angaben, nach Johnny Dio.[3]